# Михајло Кравцев
Миша Михајло Кравцев (Београд, 16. фебруар 1962) српски је сликар и књижевник.

## Биографија
До сада је имао укупно 24 самосталне изложбе у земљи и иностранству, од којих су најзначајније оне у Културном центру Београда, галерији Ђура Јакшић у Скадарлији коју је отварала Мирјана Живковић, тадашња уредница културе Политике, док би од иностраних свакако требало издвојити ону у Милану 2019, затим Венецији, у палати Зенобио, 2019, за време 58. Венецијанског Биејенала, које је организовао и отворио Ђорђо Грасо, стални селектор Венецијанског бијенала, као и ону y Стокхолму 1998, у склопу манифестације Стокхолм, Европска престоница културе.
2019. године Дерета је објавила његову велику сликарску монографију у којој су текстове потписали Ђорђо Грасо, Маја Живановић, Мирјана Живковић и многи други.

После 17 година слике Михајла Мише Кравцева поново су изложене у његовом родном Београду, у Великој галерији Дома војске Србије. Том приликом, на отварању, Маја Живановић ликовни критичар, је рекла: 
| „ | На домаћој ликовној сцени егзистира заиста велики број уметника, али су ретки они који континуирано и предано граде свој сликарски кредо на архетипско симболистичким искуствима....било да су у питању митолошка бића, анимални мотиви или антички митови. Тако свестран, афирмисан на ликовној сцени, односно један од најпопуларнијих и најпродаванијих сликара, је Михајло Миша Кравцев. Руских корена и сензибилитета, Миша је сликар неба, земље и воде, магичних визија преточених у зелене, плаве и пурпурне колористичке реке. Од самих ликовних почетака, његов опус је прожет снажним симболима који носе слојевита значења а укорењени су дубоко у традицијама свих народа. | ” |

Као књижевник, објавио је три наслова: Пролеће једног лава, Анђео случајности, Велмер, разносач идеја и Сага о Звезди.
Највећи успех код читалачке публике, као и у медијима, привукла је новела Пролеће једног лава, у издању Дерете 2016. године . Баш као и у сликарству, све у вези са том новелом било је веома добро испраћено од стране читалаца, медија и публике, а ово издање имало је сјајну промоцију и на Сајму књига у Београду, док је роман Велмер разносач идеја, такође у издању Дерете 2019, такође изазвао велико интересовање већ на промоцији, као и на сајму књига исте године.

## Изложбе
- 1992 — Самостална изложба слика у Културном центру у Београду
- 1993 — Галерија „Тренд” у Лозници
- 1993 — Самостална Изложба у болници Свети Сава (јануар) 1993. у Београду
- 1993 — Хуманитарна заједничка изложба болница Свети Сава (новембар) 1993, на којој је одржана и аукција слика у Београду
- 1994 — Самостална Изложба у кући Ђуре Јакшића у Београду
- 1998 — Самостална изложба у галерији „Астрон” у Стокхолму
- 2000 — Самостална изложба „Андерграунд клуб” у Београду
- 2001 — Самостална изложба „Ипон клуб” у Београду 2001.
- 2018 — Самостална ретроспективна изложба „Пурпурни феникс” у Београду 2018.[5]

## Галерија
Избор уметничких радова Михајла Кравцева
- Црвени Победници, 2010, уље на платну 100x100
- Фламингоси у зору, 2017, уље на платну 100x100
- Јутарња соната, 2017. уље на платну 60х120
- Тиркизни пар фламингоса, 2015. уље на планту 120х80
- Црвени орфеј, 1995. уље на платну 70х50
- Одсјај пејзажа на брезама, 2017 уље на платну 100х70
- Једна руска бајка, која смо што не искочи, 2017 уље на платну 100х70
- Негде у Русији, 2017, уље на платну 100џ70

Из приватног живота
- Миша Михајло Кравцев, на изложби "Пурпурни феникс" 2018
- Миша Михајло Кравцев са супругом Јованом Кравцев (у браку од 1. септембра 2004.)
- Миша Михајло Кравцев, на сајму књига потписује књигу.